# Михайловка (Диканьский район)
Михайловка (укр. Михайлівка) — село,
Стасовский сельский совет,
Диканьский район,
Полтавская область,
Украина.
Код КОАТУУ — 5321084905. Население по переписи 2001 года составляло 429 человек.

## Географическое положение
Село Михайловка находится на правом берегу реки Ворскла,
ниже по течению на расстоянии в 1 км расположено село Слиньков Яр,
на противоположном берегу — село Подваровка (Котелевский район).
Село окружено большим лесным массивом.

## Экономика
- Молочно-товарная ферма.
- КЗ ПДЗОВ «Спутник» — детский оздоровительный лагерь.
- Оздоровительно-развлекательный комплекс «Солнечный».
- Спортивно-оздоровительный лагерь «Диканьська Дубрава».

## Объекты социальной сферы
- Вспомогательная школа-интернат.

## Достопримечательности
- Диканьский региональный государственный парк.
- Парк Антуана Томаса.

## Известные люди
В селе родилась Ленина Моисеевна Варшавская, одна из похороненных у Бронзового солдата в Таллине.